# Shallum
Shallum (hébreu : שלום, Šallūm), fils de Yabesh, fut roi d’Israël pendant 1 mois au milieu du VIIIe siècle av. J.-C.

## Présentation
Shallum fut l’auteur d’une conspiration contre son prédécesseur Zacharie, de la maison de Jéhu, mais aussi la victime d’une autre conspiration menée contre lui par son successeur Ménahem, fils de Gadi (2R 15).
Shallum régna en -745 selon William F. Albright ou en -752 selon Edwin R. Thiele.